# Elwendia afghanica
Elwendia afghanica är en växtart i släktet Elwendia och familjen flockblommiga växter.
Arten förekommer i Iran, Afghanistan och Turkmenistan. Den beskrevs av Gustave Beauverd och fick sitt nu gällande namn av Michail Pimenov och Jevgenij Kljujkov.